# Didier Bernard
Pour les articles homonymes, voir Bernard.
Didier Bernard (né le 26 février 1958 à Mayenne) est un athlète français d'un mètre 65, spécialiste des courses de fond.

## Biographie
Licencié au Stade Lavallois, il est sacré champion de France du 10 000 mètres en 1989, et champion de France en salle du 3 000 mètres en 1983.
En 1992, il remporte la Corrida de Langueux.